# 추혜선
추혜선(秋惠仙, 1971년 1월 15일 ~ )은 대한민국의 정치인이다. 전국언론노동조합 SBS본부 간사, 언론개혁시민연대 사무총장, 방송통신위원회 정책자문위원, 정의당 언론개혁단장을 지낸 후 제20대 국회의원 선거에서 정의당 비례대표로 당선되었다.

## 생애
전라남도 완도군에서 태어나 광주 호남삼육고등학교를 졸업한 뒤, 공장노동자, 한국민족예술인총연합 간사, 광주 KBS노동조합 간사, 속초신문 기자 등으로 일하며 언론운동계에 발을 딛었다. 당시 언론노조연맹 위원장을 지내던 최문순의 추천으로 SBS노조 간사가 되었다. 이후 경력을 인정받아 언론개혁시민연대 사무총장, 방송통신위원회 정책자문위원을 지낸 뒤, 심상정에 의해 정의당에 영입되어 언론개혁단장을 맡았다. 정의당 비례대표 경선에 출마해 여성 2위로 비례대표 3번을 배정받아, 2016년 4월 제20대 국회의원에 당선되었다.

## 학력
- 완도국민학교 졸업
- 완도여자중학교 졸업
- 호남삼육고등학교 졸업

## 경력
- 2006.06 언론개혁시민연대 사무처장
- 2007.08 방송위원회 상품판매방송심의위원회 위원
- 2012.01 언론개혁시민연대 사무총장
- 2013.12 방송통신정책자문위원회 자문위원
- ~ 2015.08 언론개혁시민연대 정책위원장
- 2015.09 정의당 언론개혁기획단 단장
- 2016년 4월 13일: 대한민국 제20대 국회의원 선거 당선(비례대표, 정의당, 초선)
- 2016.05 ~ 2020.05 제20대 국회의원(비례대표, 정의당, 초선)
  - 2016.06 ~ 2016.09 제20대 국회 전반기 외교통일위원회 위원
  - 2016.06 ~ 2017.05 제20대 국회 전반기 예산결산특별위원회 위원
  - 2016.07 ~ 2017.07 제20대 국회 지방재정분권특별위원회 위원
  - 2016.09 ~ 2017.07 제20대 국회 전반기 미래창조과학방송통신위원회 위원
  - 2017.07 ~ 2018.04 제20대 국회 전반기 과학기술정보방송통신위원회 위원
  - 2018.04 ~ 2018.05 제20대 국회 전반기 과학기술정보방송통신위원회 간사
  - 2018.04 ~ 2018.05 제20대 국회 전반기 여성가족위원회 간사
  - 2018.07 제20대 국회 후반기 정무위원회 간사
  - 2018.07 ~ 2020.05 제20대 국회 후반기 정무위원회 위원
- 2016.05 ~ 2017.07 정의당 대변인
- 2017.07 ~ 2018.06 정의당 수석대변인
- 2017.09 정의당 중소상공인자영업자위원회 위원장
- 2018.06 ~ 2018.08 정의당 원내부대표
- 2018.07 정의당 공정경제민생본부장
- 2018.08 ~ 2020.05 정의당 원내수석부대표
- 2019.07 ~ 2025.01 정의당 경기도당 안양시 동안구 을 지역위원회 위원장
- 2020.09 ~ 2021.07 LG유플러스 비상임자문
- 2021.07 코바코 상임감사
- ~2025.01 정의당 탈당
- 2025.01 ~ 더불어민주당 입당
- 2025.02 ~ 2025.08 더불어민주당 이재명 당대표 민생특보
- 2025.06 ~ 2025.08 국정기획위원회 사회2분과 위원

## 역대 선거 결과
|  | 7.23% |

|  | 3.24% |

## 소속 정당
| 소속 정당 | 소속 정당      | 소속 기간 | 비고           |
| --------- | -------------- | --------- | -------------- |
|           | 진보신당       | 2008~2011 | 창당 정계 입문 |
|           | 새진보통합연대 | 2011      | 창당준비위원회 |
|           | 통합진보당     | 2011~2012 | 창당           |
|           | 무소속         | 2012      | 탈당           |
|           | 진보정의당     | 2012~2013 | 창당           |
|           | 정의당         | 2013~2024 | 당명 변경      |
|           | 녹색정의당     | 2024      | 당명 변경      |
|           | 정의당         | 2024~2025 | 당명 변경      |
|           | 무소속         | 2025      | 탈당           |
|           | 더불어민주당   | 2025~현재 | 입당           |

## 같이 보기
- 대한민국 제20대 국회의원 선거 정의당 후보 목록#비례대표

## 가족 관계
- 배우자 : 김창유
  - 딸 : 김송화
    - 사위 : 김제현